# Epigeni
Epigeni (en llatí Epigenius) fou un jurista romà d'Orient. Era comes i magister memioriae, i fou un dels membres de la comissió dels setze nomenats per Teodosi el 435 per compilar el codi Teodosià, i un dels vuit que realment van fer la feina.